# Céline Aversenq
Œuvres principales
Entre-deux-guerres, un destin pas ordinaire et de l'aube au crépuscule
Céline Adélaïde Foulon Aversenq , également dite Céline Adélaïde, est une auteure française, née en 1975 à Pessac (Gironde).

## Biographie
Originaire de la région bordelaise, elle vit aujourd'hui près de Nice. Son premier roman Entre deux guerres, un destin pas ordinaire connait un succès inattendu ce qui amène ce jeune auteur à continuer sur les voies de l'écriture avec des romans mais aussi des livres jeunesse (Les sauveurs aux crayons magiques ou Viens jouer) ou des livres d'humour (un défilé de blagues ou humour en séries Tv). En 2008, elle décide de fonder les éditions Mille plumes, éditions qui prendront passionnément 10 années de sa vie , et travaille aujourd'hui en collaboration avec de grands auteurs comme Marc Galabru (frère du célèbre acteur, il a déjà eu trois prix avec ses 5 ouvrages) ou avec des célébrités comme Max Obispo, Cyril Monnier, Philippe Leroy. En 2012, Céline Adélaïde Foulon devient membre des Arts-Sciences-Lettres de France (société académique d'éducation et d'encouragement) de Paris. Le 16 juin 2012, elle reçoit à Paris la médaille de bronze récompensant son travail d'encouragement à la lecture et son investissement dans la littérature. Elle poursuit l'écriture en publiant en 2023 le roman " de l'aube au crépuscule" aux éditions Numeria sous son nom Céline Adélaïde.